# Heljarkinn
Heljarkinn är ett berg i republiken Island. Det ligger i regionen Suðurland, 100 km öster om huvudstaden Reykjavík.
Trakten runt Heljarkinn är nära nog obefolkad, med mindre än två invånare per kvadratkilometer. Det finns inga samhällen i närheten. Trakten runt Heljarkinn består i huvudsak av gräsmarker.